# Albrecht Koch

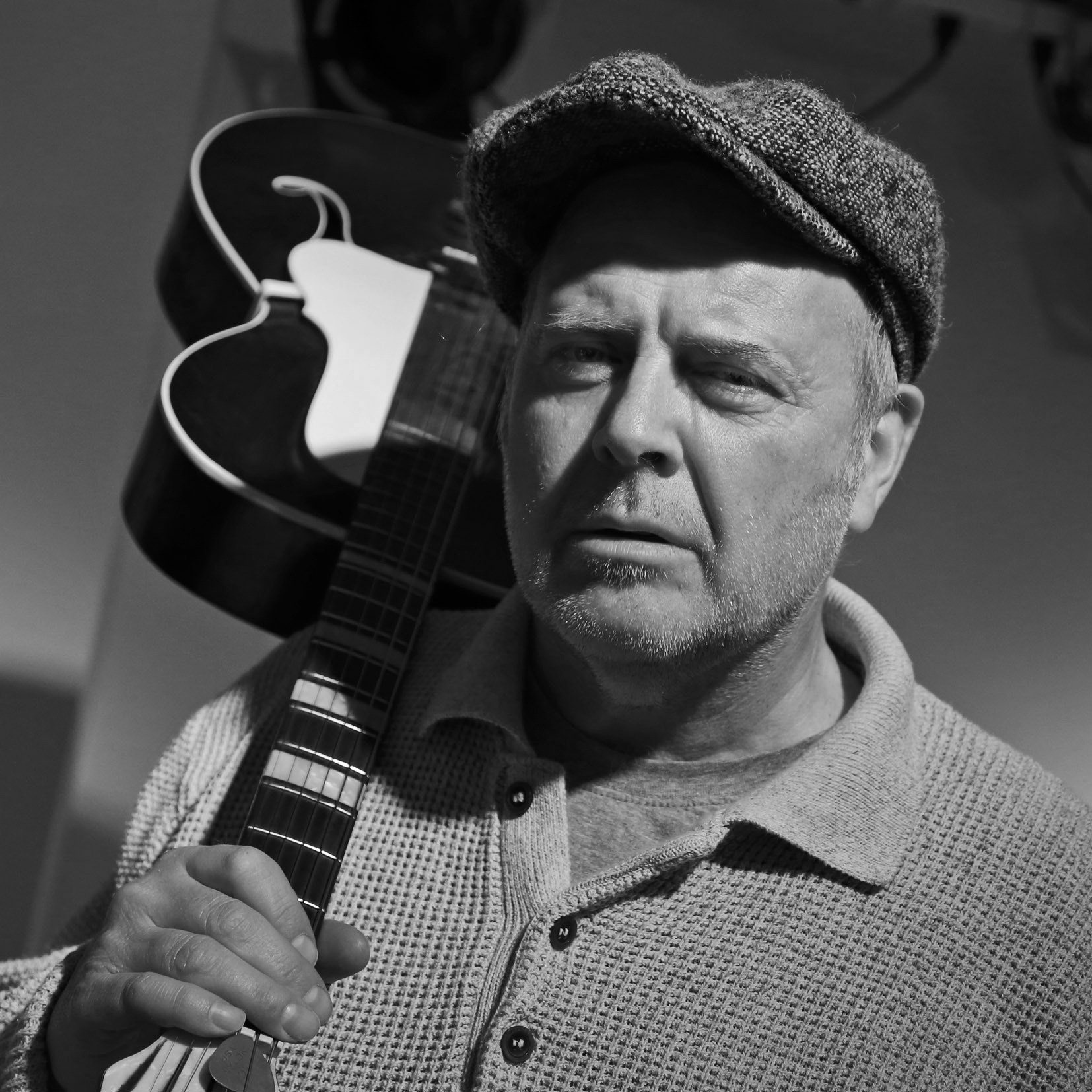
Albrecht Koch (2015)

Albrecht Koch (* 1953) ist ein deutscher Autor, Cartoonist und Musiker.

## Leben
In den 1980er-Jahren gründete Albrecht Koch die Bands Jimmy Jenny & Jonny und Ballhaus, mit denen er mehrere Platten veröffentlichte. Außerdem komponierte und produzierte er Hörspiele und Fernsehmusik.
Seit 1985 arbeitet Koch als Autor; er schrieb zwei Fachbücher, drei Stücke für die Kölner Puppenspiele (Hänneschen-Theater), Features und Hörspiele für den WDR und das Deutschlandradio sowie Fernseh-Drehbücher, u. a. für die RTL-Sitcom Nikola.
Von 1996 bis 2005 war Albrecht Koch Headwriter für Fernseh-Events, unter anderem beim Echo, dem Bambi und dem Deutschen Fernsehpreis, sowie  bei der Comedyshow 7 Tage, 7 Köpfe. Außerdem entwickelte Koch Mini-Comedyserien für den WDR,  die Satireshow Fischers mit Ottfried Fischer und die Fernseh-Bühnenfassung von Urmel aus dem Eis mit Dirk Bach, Mirja Boes, Barbara Schöneberger, Ralf Schmitz. Zudem drehte er Tierfilme und Comedysketsche für den WDR und RTL. Von 2004 bis 2021 arbeitete Koch als Autor für Olli Dittrichs Sendung Dittsche. Von 2007 bis 2009 gestaltete er die Cartoon-Rubrik '„Starschnitt'“, eine wöchentliche Kolumne der Frankfurter Rundschau. Zusammen mit Regisseur Jörg Schlüter und Schriftsteller Guy Helminger entwickelte und schrieb er 2016 für den WDR die Hörspielserie „45 Umdrehungen“.
Zusammen mit dem Saxophonisten Bernd Delbrügge rief er 2013 das Madame Pomsky Orchester ins Leben. Das Madame Pomsky Orchester spielte – vom Klangbild der 50er und 60er Jahre beeinflusst – von Albrecht Koch getextete und komponierte deutschsprachige Chansons noir. Seit 2017 tritt Albrecht Koch solo auf. 2019 veröffentlichte er das Album Unsinkbar, 2022 das Album Wenn möglich bitte wenden. 2022 veröffentlichte er die Songtexte und Noten in dem Buch Songs & Chansons – Texte, Noten, Bilder, Videos. 2023 erschienen Der Mann, der aus dem 5. Stock fiel mit neun Kurzgeschichten und elf Fotocollagen sowie der Comic-Roman Ella.

## Veröffentlichungen

### Fernsehen
- 1993–1995 Wie bitte?! (RTL, Sketche, Autor, Regisseur)
- 1996–1997 7 Tage, 7 Köpfe (RTL, Headwriter, Producer)
- 1996–1997 Fischers (RTL, Formatentwickler, Headwriter, Darsteller)
- 1998–2000 Echo (ARD, Headwriter)
- 2000 Planet Comedy (RTL, Comedy-Show, Formatentwickler, Headwriter)
- 2000 Der Deutsche Comedypreis (RTL, Headwriter)
- 2002–2003 Outback (RTL, 11-teilige Survivalshow, Formatentwickler, Headwriter)
- 2005 Urmel aus dem Eis (SAT 1, 2-teiliges Weihnachtsspecial, Autor, Formatentwickler, Co-Produzent)
- 2004–2021 Dittsche (WDR, Comedy-Serie, Autor)

### Hörspiele
- 1992 Meine wilden Jahre (WDR, Satirisches Feature)
- 1994 Der Kanal (Deutschlandradio)
- 2016 45 Umdrehungen (WDR-Kurzhörspielserie)

### Musik
- 1983 Eine Nacht in Palermo (Jimmy Jenny & Jonny, Eigelstein/Teldec)
- 1990 Ballhaus (Ballhaus, Freistil)
- 1994 Die Neuen Fernen (Ballhaus, Freistil)
- 2019 Unsinkbar (Recordjet)
- 2022 Wenn möglich bitte wenden (MusicHub)

### Bücher
- 1983 Wie die Finger laufen lernen (Gitarrenlehrbuch, Co-Autor Jan Davidts, Engels Verlag)
- 1987 Angriff aufs Schlaraffenland – 20 Jahre deutschsprachige Popmusik (Ullstein Verlag)
- 2022 Songs & Chansons – Texte, Noten, Bilder, Videos (Verlag des Autors)
- 2023 Der Mann, der aus dem 5. Stock fiel – Stories & Collagen (Verlag des Autors)
- 2023 Ella – ComicRoman (Verlag des Autors)

## Auszeichnungen
- 1989 terre des hommes-Kinderhörspielpreis (Hörspielmusik Anna Paula Faltenwurf, WDR)
- 1995 Preis der deutschen Schallplattenkritik (CD Die Neuen Fernen/Ballhaus)
- 2004 Deutscher Comedypreis (Sonderpreis Autor, Produzent 7 Tage 7 Köpfe)